# Henry Sildaru
Henry Sildaru (* 26. August 2006 in Tallinn) ist ein estnischer Freestyle-Skier. Er ist auf die Park- und Pipe-Disziplinen Halfpipe, Slopestyle und Big Air spezialisiert. Seine ältere Schwester Kelly ist ebenfalls als Freestyle-Skierin aktiv.

## Biografie
Henry Sildaru begann bereits im Kindesalter mit dem Freestyle-Skiing und wird von seinem Vater Tõnis (* 1981) trainiert. Aufgrund der Scheidung seiner Eltern und eines von seiner erfolgreichen Schwester Kelly angestrengten Gerichtsverfahrens, in dem sie ihrem Vater die Unterschlagung ihrer Einnahmen sowie körperliche Gewalt vorwarf, gilt die Familie als zerrüttet.
Sildaru bestritt im Alter von 13 Jahren im neuseeländischen Cardrona seinen ersten FIS-Wettkampf und belegte Rang fünf. Im Februar 2020 gab er in Kremnica sein Europacup-Debüt. Erste Erfolge gelangen ihm in der folgenden Saison, als er zunächst beim Europacup in Crans-Montana Halfpipe-Zweiter wurde und in Leysin seinen ersten Sieg feierte. Bei seinen ersten Juniorenweltmeisterschaften in Krasnojarsk gewann er die Goldmedaille in der Halfpipe sowie die Bronzemedaille im Slopestyle, im Big Air wurde er Sechster. Daran konnte er bei der folgenden Austragung nicht anschließen und musste sich in Leysin mit den Rängen fünf, sieben und 18 in Halfpipe, Big Air und Slopestyle begnügen. Ende Januar 2023 nahm er am Europäischen Olympischen Jugendfestival im Friaul teil, gewann die Bronzemedaille im Big Air und wurde Zehnter im Slopestyle. Im Rahmen seiner dritten Juniorenweltmeisterschaften in Livigno holte er noch einmal Slopestyle-Bronze.
Am 19. November 2022 gab Sildaru auf dem Stubaier Gletscher sein Debüt im Freestyle-Skiing-Weltcup. Im Januar 2024 schaffte er in Laax erstmals die Qualifikation für ein Slopestyle-Finale und wurde Zehnter. Im folgenden Winter konnte sich der Allrounder in allen drei Disziplinen in den Punkterängen klassieren und erreichte als Slopestyle-Vierter in Tignes das erste Spitzenergebnis seiner Weltcup-Laufbahn. Bei seinen ersten Weltmeisterschaften im Engadin wurde er in seiner Paradedisziplin Zehnter.

## Erfolge

### Weltmeisterschaften
- Engadin 2025: 11. Slopestyle

### Weltcup
- 4 Platzierungen unter den besten zehn

### Weltcupwertungen
| Saison  | Halfpipe | Halfpipe | Slopestyle | Slopestyle | Big Air | Big Air | Park & Pipe | Park & Pipe |
| Saison  | Platz    | Punkte   | Platz      | Punkte     | Platz   | Punkte  | Platz       | Punkte      |
| ------- | -------- | -------- | ---------- | ---------- | ------- | ------- | ----------- | ----------- |
| 2023/24 | –        | –        | 31.        | 26         | –       | –       | 71.         | 26          |
| 2024/25 | 23.      | 36       | 10.        | 119        | 35.     | 35      | 23.         | 166         |

### Europacup
- Saison 2020/21: 2. Halfpipe-Wertung
- Saison 2021/22: 7. Halfpipe-Wertung
- 3 Podestplätze, davon 2 Siege:

| Datum           | Ort           | Land    | Disziplin |
| --------------- | ------------- | ------- | --------- |
| 7. März 2021    | Leysin        | Schweiz | Halfpipe  |
| 28. Januar 2022 | Crans-Montana | Schweiz | Halfpipe  |

### Juniorenweltmeisterschaften
- Krasnojarsk 2021: 1. Halfpipe, 3. Slopestyle, 6. Big Air
- Leysin 2022: 5. Halfpipe, 7. Big Air, 18. Slopestyle
- Livigno 2024: 3. Slopestyle

### Weitere Erfolge
- Bronze im Big Air beim Europäischen Olympischen Winter-Jugendfestival 2023
- Sieg bei den finnischen Meisterschaften in der Halfpipe 2021